# Armin Behrendt
Armin Behrendt (* 29. Juni 1934 in Osterode in Ostpreußen) ist ein deutscher Journalist und ehemaliger Funktionär der Liberal-Demokratische Partei Deutschlands (LDPD) – einer Blockpartei in der Deutschen Demokratischen Republik (DDR). Er war von 1986 bis 1990 Abgeordneter der Volkskammer.

## Leben
Behrendt, Sohn eines Tischlers, legte 1953 in Grevesmühlen das Abitur ab, studierte anschließend bis 1957 Geschichte an der Humboldt-Universität Berlin und erwarb den akademischen Grad des Diplom-Historikers. 1958 trat er in die LDPD ein. 1957 wurde Behrendt Redakteur im Politikressort des LDPD-Zentralorgans Der Morgen. 1966 wurde er persönlicher Mitarbeiter des LDPD-Vorsitzenden Manfred Gerlach und blieb dies bis 1982. 1968 wurde er mit einer Arbeit über Wilhelm Külz zum Dr. phil. promoviert.
Am 11. Dezember 1981 wurde Behrendt auf der 16. Sitzung des Zentralvorstandes in den Zentralvorstand der LDPD kooptiert und von diesem zum Sekretär des Zentralvorstandes gewählt (Nachfolger von Gerhard Lindner). Ab 1982 war er Mitglied des Präsidialrats des Kulturbunds der DDR, des Exekutivkomitees der Liga für die Vereinten Nationen in der DDR und des Komitees für europäische Sicherheit und Zusammenarbeit. Auf dem 13. Parteitag der LDPD im April 1982 wurde Behrendt zum Mitglied des Politischen Ausschusses und erneut zum Sekretär des Zentralvorstandes der LDPD gewählt. Von 1986 bis März 1990 war Behrendt Abgeordneter der Volkskammer und Mitglied ihres Ausschusses für Auswärtige Angelegenheiten.
Nach der Fusion der LDPD mit der National-Demokratischen Partei Deutschlands (NDPD) gehörte Behrendt dem Bund Freier Demokraten an, der sich im August 1990 der Freien Demokratischen Partei (FDP) anschloss. Von April bis Oktober 1990 war Behrendt zusammen mit Hans-Dieter Raspe geschäftsführendes Vorstandsmitglied der Gesellschaft für liberale Politik. Ab 1991 war Behrendt Angestellter des Bildungswerkes der FDP-nahen Friedrich-Naumann-Stiftung in Buenos Aires.

## Schriften (Auswahl)
- Wilhelm Külz. Aus dem Leben eines Suchenden. Buchverlag Der Morgen, Berlin 1968, 3. Auflage 1985.
- Dr. Wilhelm Külz. Der Liberaldemokrat in der antifaschistisch-demokratischen Ordnung. Ein Beitrag zu seinem Lebensbild. In: Wissenschaftliche Zeitschrift der Humboldt-Universität zu Berlin / Gesellschafts- und sprachwissenschaftliche Reihe, 19, 1970, S. 181–190.
- Der Blockpolitiker Wilhelm Külz. In: Zentralvorstand der LDPD (Hrsg.): Im Bündnis vereint. Beiträge zur Theorie und Praxis der Bündnispolitik. Buchverlag Der Morgen, Berlin 1971, S. 114–122.
- Vom kaiserlichen Beamten zum Blockpolitiker. Zum 90. Geburtstag von Dr. Wilhelm Külz am 18. Februar 1965. In: LDPD-Informationen. 19 Jg., 1965, Heft 3, S. 2–5.

## Auszeichnungen
- Ernst-Moritz-Arndt-Medaille (1968)[5]
- Ehrennadel der Nationalen Front in Gold (1970)[6]
- Verdienter Aktivist (1971)[7]
- Ehrennadel der Gesellschaft für Deutsch-Sowjetische Freundschaft in Gold (1976)[8]
- Vaterländischer Verdienstorden in Bronze (1974)[9], in Silber (1980)[10]
- Deutsche Friedensmedaille (1984)[11]
- Stern der Völkerfreundschaft in Silber (1985)[12]